# Calle de los Coches
La calle de los Coches es una vía pública de la ciudad española de Segovia.

## Descripción
La vía nace de la avenida del Acueducto y, paralela a la calle del Escultor Marinas, discurre hasta llegar a la del Roble, donde conecta con la del Jardín Botánico. Con el título recuerda un taller de reparación de carruajes que antaño había en la zona, lo que provocaba que varios coches se agolparan aparcados allá. Aparece descrita en Las calles de Segovia (1918) de Mariano Sáez y Romero con las siguientes palabras:

Coches.—Principia por la calle del Escultor Marinas y sale a la del Roble. Había en este sitio una carretería y taller de reparación de carruajes, y frecuentemente ocupaban la puerta algunos coches, esperando su recomposición; y de aquí, a falta de otro título más adecuado, tomó nombre la calle. Es paralela al curso del Clamores, que pasa con cauce hondo, atravesándose para entrar en la población por un antiguo puente llamado del Verdugo, por tener allí el verdugo su vivienda en tiempos ya muy antiguos apartada del núcleo de la población. Da la vuelta a esta calle una antigua fábrica de papel, hoy cerrajería.
(Sáez y Romero, 1918, pp. 37-38)